# Georges Salmon (atleet)
Georges Salmon (Luik, 1 juni 1933 – aldaar, 8 november 2023) was een Belgische atleet, gespecialiseerd in het verspringen, het hordelopen en de meerkamp. Hij nam eenmaal deel aan de Europese kampioenschappen en veroverde op vier onderdelen tien Belgische titels.

## Biografie
Salmon werd in zijn carrière vijfmaal Belgisch kampioen in het verspringen. In 1957 verbeterde hij in Essen het Belgisch record verspringen naar 7,21 m. Op dezelfde meeting had hij voordien op de 110 m horden dezelfde tijd gelopen als Belgisch recordhouder Pol Braekman. Bij nameten van de afstand bleek de afgelegde weg slechts 106,14 m en kon het record niet gehomologeerd worden. Hij verbeterde dit record nog verschillende malen tot hij in 1963 in Bratislava 7,63 m sprong. Een record dat pas zes jaar later werd verbeterd door Philippe Housiaux. Hij veroverde ook drie Belgische titels op de 110 m horden. Op deze beide nummers nam hij ook deel aan de Europese kampioenschappen van 1958 in Stockholm. Hij werd beide malen uitgeschakeld in de reeksen. Verder werd hij eenmaal Belgisch kampioen hink-stap-springen. In 1961 veroverde hij de titel in de tienkamp, door in een spannend duel Leo Mariën te kloppen. Hij verbeterde daarbij ook het Belgisch record tot 6442 punten.
Salmon was aangesloten bij FC Luik. Na zijn carrière werd hij trainer. Zo trainde hij bijvoorbeeld  Roger Lespagnard en was hij clubtrainer, onder andere bij AV Toekomst.
Hij werd 90 jaar oud.

## Belgische kampioenschappen
| Onderdeel          | Jaar                         |
| ------------------ | ---------------------------- |
| verspringen        | 1954, 1957, 1958, 1961, 1963 |
| hink-stap-springen | 1952                         |
| 110 m horden       | 1957, 1958, 1960             |
| tienkamp           | 1961                         |

### Persoonlijke records
| Onderdeel          | Prestatie      | Datum            | Plaats     |
| ------------------ | -------------- | ---------------- | ---------- |
| verspringen        | 7,63 m (ex-NR) | 24 augustus 1963 | Bratislava |
| hink-stap-springen | 13,68 m        | 28 juni 1952     | Heizel     |
| 110 m horden       | 14,7 s         | 31 juli 1960     | Heizel     |
| tienkamp           | 6799 p         |                  |            |

## Palmares

### 110 m horden
- 1957: 4e Interl. België-Ned. te Antwerpen - 14,9 s
- 1957:  BK AC - 15,2 s
- 1958:  BK AC - 14,8 s
- 1958: 4e reeks EK in Stockholm – 15,6 s
- 1960:  BK AC -14,7 s

### hink-stap-springen
- 1952:  BK AC - 13,68 m
- 1954:  BK AC - 13,38 m

### verspringen
- 1952:  BK AC - 6,91 m
- 1954:  BK AC - 6,84 m
- 1957:  Interl. België-Ned. te Antwerpen - 7,16 m
- 1957:  BK AC - 7,04 m
- 1958:  BK AC - 7,24 m
- 1958: kwal. EK in Stockholm – 7,07 m
- 1961:  BK AC - 7,12 m
- 1963:  BK AC – 7,40 m
- 1964:  BK AC – 7,29 m

### tienkamp
- 1961:  BK AC – 6442 p (NR)

## Onderscheidingen
- Gouden Spike - 1961